# Седлисько (Томашівський повіт)
Седлисько (пол. Siedliska) — село в Польщі, у гміні Любича-Королівська Томашівського повіту Люблінського воєводства.
Населення — 266 осіб (2011).

## Розташування
Розташоване на Закерзонні (в історичному Надсянні).
У 1975—1998 роках село належало до Замойського воєводства.

## Історія
У селі була змурована в 1902 р. церква Перенесення мощей св. о. Николая. Належала до парафії Гребенне Равського деканату Перемишльської єпархії УГКЦ.
У 1939 році село було адміністративним центром однойменної ґміни, належало до Равського повіту Львівського воєводства, в селі проживало 660 мешканців, з них 310 українців-грекокатоликів, 200 українців-римокатоликів, 150 поляків.
21-25 червня 1947 року в результаті операції «Вісла» 137 вцілілих українців насильно депортовано на понімецькі землі.

## Демографія
Демографічна структура станом на 31 березня 2011 року:
|          | Загалом | Допрацездатний вік | Працездатний вік | Постпрацездатний вік |
| -------- | ------- | ------------------ | ---------------- | -------------------- |
| Чоловіки | 136     | 17                 | 97               | 22                   |
| Жінки    | 130     | 19                 | 67               | 44                   |
| Разом    | 266     | 36                 | 164              | 66                   |